# Vlaams oog

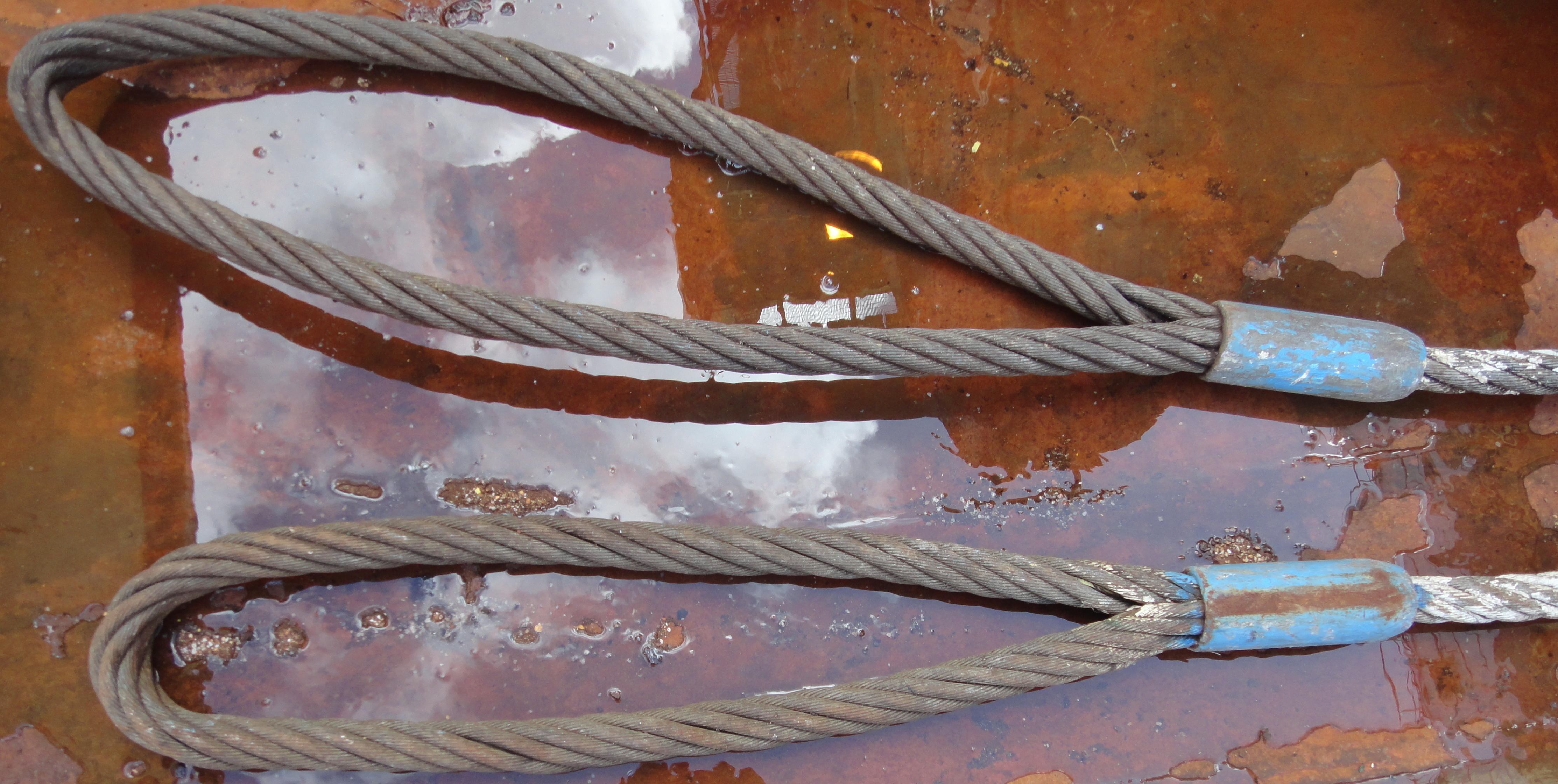
Twee Vlaamse ogen met blauwe jaarkleur.

Een Vlaams oog, ook wel superloop, is een eindverbinding voor staalkabels en touw waarbij een oogsplits wordt gecombineerd met een persklem over de splits. Dit heeft als voordeel dat deze verbinding een groot deel van zijn verbindingsrendement behoudt zelfs als de persklem beschadigd raakt.